# 高知県立檮原高等学校
高知県立檮原高等学校（こうちけんりつ ゆすはらこうとうがっこう）は、高知県高岡郡檮原町檮原に所在する公立の高等学校。

## 設置学科
- 普通科（1学年あたり80名）

## 学区
- 高知県全域
- 全国 （身元引受人が得られる場合に限る。なお愛媛県の自宅から通学できる場合は身元引受人は不要。）

## 沿革
- 1934年 - 檮原村立孝山塾青年学校として開校。
- 1947年 - 高知県立檮原農林学校と改称。
- 1948年 - 学制改革により高知県立檮原農業高等学校と改称。
- 1949年 - 現校名となる。
- 1974年 - 農林科募集停止、普通科のみとなる。
- 2001年 - 檮原町立梼原中学校・津野町立東津野中学校と連携型中高一貫教育を実施。

## 部活動
野球部は2006年に当時の校長が若者の流出対策の為に野球同好会として設立、翌年に野球部に昇格した。野球部を支援するため町はグラウンド整備や閉園した町営幼稚園を野球部専門の寮に改修した。部員の多くは檮原町外出身で住民と共に雪かきや少年野球教室を開いて地域密着の野球部として活動している。2017年の第99回全国高等学校野球選手権大会高知大会で梼原は初めての決勝に進出、明徳義塾高校に3-7で敗れて初の甲子園出場とはならなかったものの球場には多くの町民が応援に訪れた、野球部の後援会事務局長は「町のみんなが甲子園に行き、地元にはネコ一匹も残らない。それが夢です」と語っている。